# Idiocerus orontensis
Idiocerus orontensis är en insektsart som beskrevs av Abdul-nour 2003. Idiocerus orontensis ingår i släktet Idiocerus och familjen dvärgstritar. Inga underarter finns listade i Catalogue of Life.